# مستشفى المواساة الجامعي (دمشق)
مستشفى المواساة الجامعي هو مستشفى تعليمي يتبع جامعة دمشق ويقع في منطقة المزة في دمشق، سوريا. أُنشئ المشفى عام 1958 بناء على قانون صدر عام 1956، وكان اسمه آنذاك مؤسسة مستشفى المواساة، وفي عام 2003 غُيِّر اسم المشفى ليصبح مستشفى المواساة الجامعي.
المستشفى يحتوي على 820 سرير موزع على الأقسام والأجهزة الطبية التالية:
1- قسم الجراحة العامة والمتخصصة:
- الجراحة العامة
- جراحة العظام
- جراحة الاعصاب
- جراحة الأوعية الدموية
- جراحة الصدر
- جراحة بولية
- الحروق وجراحة التجميل

2- قسم الطب الباطني:
- المعدية المعوية
- الصدر
- طب القلب
- التهاب المفاصل
- أمراض المعدة
- علم الأعصاب
- علم الغدد
- الكلى
- علم النفس
- العلاج الطبيعي

3- قسم الأشعة:
- وحدة الاشعة المقطعية
- وحدة الأشعة السينية
- وحدة التصوير بالرنين المغناطيسي
- وحدة الأشعة السينية

4- قسم الأذنية
5-قسم العينية:
- وحدة الزرق
- شبكية العين والسائل الزجاجي
- وحدة التجويف العظمي المداري

6- المختبرات
7- وحدة العناية المركزة
8- العيادات الخارجية التخصصية
9- مركز الطوارئ
تم في عام 2024 إنشاء ما تم الاتفاق على تسميته '' نفق المواساة'' وهو نفق يمر من تحت ساحة بالقرب من المشفى، وقد بلغت التكلفة الإجمالية لإنشاء النفق مبلغ خيالي جداً إذ بلغت التكلفة حوالي 70 مليار ليرة سورية.